# ジェイムズ・キンゼイ
ジェイムズ・キンゼイ（英: James Kinsey、1731年3月22日-1803年1月5日）は、ニュージャージー植民地バーリントン出身の弁護士、判事であり、大陸会議ではニュージャージー代表を務めた。

## 伝記
キンゼイは1731年3月22日にペンシルベニア植民地フィラデルフィアで生まれた。公立学校で学び、法律を勉強し、1753年にニュージャージーの法廷弁護士として認められ、ニュージャージー植民地バーリントン郡を居所としてペンシルベニアとニュージャージーの裁判所で法律実務を行った。1772年から1775年はニュージャージー植民地議会の議員、1774年から1775年はバーリントン郡のために通信委員会の委員を務めた。1774年7月23日から1775年11月22日付けで辞任するまで、第一次および第二次大陸会議のニュージャージー代表を務めた。この間に同盟規約に署名した。1789年11月20日にニュージャージー州最高裁判所の首席判事に指名され、1803年1月4日の死の時まで務めた。また1791年にはバーリントン郡の代表としてニュージャージー州立法審議会の委員も務めた。キンゼイはバーリントンのセントメアリーズ聖公会教会に埋葬されている。